# چشمه‌های قیر ماماتین
چشمه‌های قیر ماماتین از جاذبه‌های گردشگری شهرستان رامهرمز می‌باشند که در فهرست آثار ملی نیز به ثبت رسیده‌اند. این چشمه‌ها که به شکل تنورهای نانوایی می‌باشند و در دو طرف یک مسیل کم‌آب با مصالحی مانند قلوه سنگ و ملات ساروج قرار گرفته اند، در 25 کیلومتری شمال شرق شهرستان رامهرمز واقع شده‌اند.
این چشمه که به باور اساطیری مردم رامهرمز خون اژدهایی است که در جنگ با اسفندیار رویین‌تن  به هلاکت رسید، هنوز از چشمه‌های قیر ماماتین می‌جوشد. بررسی لوح‌هایی که درتخت‌جمشید  به دست آمده نشان می‌دهد  هخامنشیان از این چشمه‌های قیر ظروف خود را می ساختند 

ده چشمه قیر با مصالحی مانند قلوه ‌سنگ و ملات ساروج‌ در دو طرف یک مسیل کم آب قرار دارند. آب که با نفت ترکیب شده از چشمه‌های سیاه رنگ می‌جوشد و با آب رودخانه‌ای به نام رود زرد رامهرمز ترکیب می‌شود و در نهایت وقتی از غلظت نفت و قیر آن کم شد به زمینهای کشاورزی می‌رسد.
ایرانیان از خون اژدها یا همان قیر جوشیده از زمین برای ساختن بناهای تاریخی و ظروف استفاده می‌کردند. کشف این ظروف ساخته شده از قیر در تپه چغامیش دزفول مربوط به هزاره چهارم پیش از میلاد مسیح نشان می‌دهد که قیر در بعضی از بناهای تاریخی عیلامی نیز کاربرد داشته‌است.

## روستای گردشگری ماماتین
این روستا به فاصله ۳۶ کیلومتری شمال خاوری رامهرمز واقع شده‌است . وجود چشمه‌های قیر جوشان که از اعماق زمین جوشیده و در طرفین رودخانه ماماتین به وفور وجود دارد و همچنین پدیده تشکوه رامهرمز
(کوه آتشین)  نظر اولین کاشفان نفت را به این منطقه کشاند . مهندسین انگلیسی که به دنبال کشف نفت بودند در این روستا شروع به احداث کارگاه ، اتاق کنفرانس، میدان‌ها ورزشی ، حوض آتش نشانی ، برج دیده بانی و ساختمان نمایی جهت استراحت خود و دیگر کارشناسان احداث کردند. ساختار هندی ساختمان‌سازی آنان که از مصالح گچ کوره و سنگ بوده با ساختمان‌سازی بومیان منطقه تفاوت زیادی داشت بطوری‌که سقف بام خانه ‌ها به‌طور قوسی و با لوله‌های قطور نفت می‌باشد که هنوز مردم منطقه از این ساختمان‌ها استفاده می‌کنند. چندین حلقه چاه نفت پلمپ شده و حوض جهت ذخیره آب در این روستا وجود دارد.